# Melissa George
Melissa Suzanne George (Perth, 6 de agosto de 1976) es una actriz australiana de cine y televisión.

## Biografía
Hija de Glenn y Pamela George, tiene tres hermanos, Brett, Marnie y Kate George.
A los cuatro años de edad desarrolló un interés en el baile y comenzó a estudiar danza jazz, ballet clásico y baile moderno. Su entusiasmo le hizo desarrollar una pasión por el patinaje sobre ruedas en donde fue campeona nacional australiana de la disciplina.
Es muy buena amiga de la actriz Rachel Blanchard.
En 1998 Melissa conoció al director chileno Claudio Dabed durante un viaje a Bali, la pareja se casó el 22 de septiembre del 2000. Melissa se convirtió en madrastra de Martina Dabed, hija del matrimonio anterior de Claudio, pero en el 2011 anunciaron que estaban separados y planeaban divorciarse.
Poco después comenzó a salir con el empresario estadounidense Russell Simmons, pero la relación se terminó.
En 2011 comenzó a salir con el francés Jean-David Blanc y en 2014 la pareja dio la bienvenida a su primer hijo, Raphaël Blanc. El 3 de noviembre de 2015 la pareja dio la bienvenida a su segundo hijo, Solal Samuel Glenn Blanc.

## Carrera
Realizó un reportaje fotográfico desnudo en blanco y negro. También realizó una entrevista y un reportaje fotográfico para una edición australiana de la revista Playboy.
Poco después se trasladó a Los Ángeles, California, donde interpretó pequeños papeles en varias películas, incluyendo Mulholland Drive de David Lynch y Dark City junto a Kiefer Sutherland.
En 2001 protagonizó junto a John Stamos una serie llamada Thieves.
En 2003 participó como artista invitada en la comedia Friends y realizó uno de sus mejores papeles en televisión al interpretar a Lauren Reed, la esposa del agente de la CIA Michael Vaughn, en la serie de televisión Alias. También sale en Embrujadas, como "Freyja", la reina de las Valkirias.
Su primer papel en el cine donde alcanzó el estrellato fue en la versión de 2005 de la película de terror La morada del miedo, donde interpretó a Kathy Lutz.
2006 fue un año muy ocupado para Melissa, con apariciones en varias películas, incluyendo la película de suspense de John Stockwell Turistas, el drama musical de Ron Livingston Music Within, el thriller WAZ, y la adaptación de la novela gráfica 30 Days of Night, junto a Josh Hartnett.
En 2008 se incorpora al reparto de Grey's Anatomy como interna del Hospital Seattle Grace y participó, interpretando a una paciente, en la primera temporada de In treatment.
En 2009 actuó en la película Triangle donde tuvo el papel más importante, actuando junto a Joshua McIvor, Jack Taylor y Michael Dorman.
En 2010 actuó en la serie Lie to Me, en el papel de Clara, como negociante y aprendiz de Cal Lightman.
En 2012 se unió al elenco principal de la serie británica Hunted donde interpretó a la agente Samantha "Sam" Hunter.
En el 2015 se unió al elenco de la versión americana de la serie australiana The Slap donde volvió a interpretar el papel de Rosie.
En 2016 protagoniza la serie Heartbeat donde da vida a la doctora Alex Panttiere, una cirujana de trasplantes.

## Filmografía

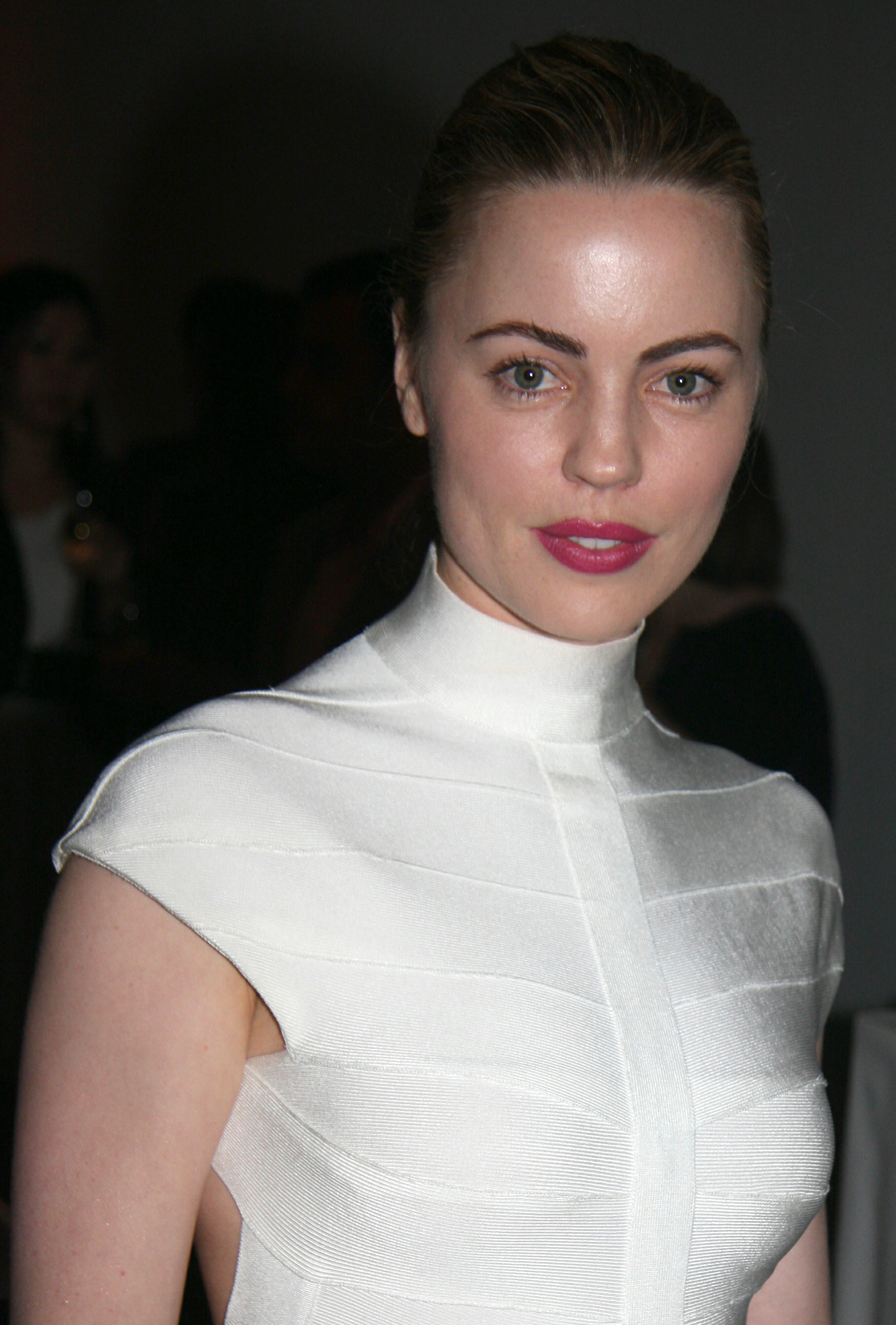
Melissa en junio del 2009.

### Series de televisión
| Año         | Serie                    | Personaje          | Notas                                                                                      |
| ----------- | ------------------------ | ------------------ | ------------------------------------------------------------------------------------------ |
| 1993 - 1996 | Home and Away            | Angel Brooks       | 348 episodios                                                                              |
| 1997        | Murder Call              | Petra Salinis      | episodio "Hot Shot"                                                                        |
| 1997        | Roar                     | Molly              | 5 episodios                                                                                |
| 1999        | Silk Stalkings           | Fiona Grant        | episodio "A Clockwork Florida Orange"                                                      |
| 2000        | Tales of the South Sales | Kat                | episodio "The Outlaws"                                                                     |
| 2001        | Thieves                  | Rita               | 10 episodios                                                                               |
| 2003        | Charmed                  | Freyja             | 2 episodios                                                                                |
| 2003        | Monk                     | Jenna Ryan         | episodio "Mr. Monk Goes to the Theater"                                                    |
| 2003        | Friends                  | Molly              | 2 episodios                                                                                |
| 2003        | Coupling                 | Susan              | episodio "Original Pilot"                                                                  |
| 2003 - 2005 | Alias                    | Lauren Reed        | 23 episodios                                                                               |
| 2006        | Two Twisted              | Mathilda Banks     | episodio "There's Something About Kyanna"                                                  |
| 2008        | In treatment             | Laura Hill         | 8 episodios                                                                                |
| 2008 - 2009 | Grey's Anatomy           | Dra. Sadie Harris  | 8 episodios                                                                                |
| 2010        | Lie to Me                | Clara Musso        | 3 episodios                                                                                |
| 2011        | Bag of Bones             | Mattie             | 2 episodios - miniserie                                                                    |
| 2011        | The Slap                 | Rosie              | 8 episodios                                                                                |
| 2012        | Hunted                   | Sam Hunter         | 8 episodios                                                                                |
| 2013        | The Good Wife            | Marylin Garbanza   | 8 episodios                                                                                |
| 2015        | The Slap                 | Rosie              | 8 episodios - miniserie                                                                    |
| 2016        | Heartbeat                | Dr. Alex Panttiere | junto a Jamie Kennedy, Joshua Leonard, Dave Annable, Shelley Conn, Eli Goree & Toni French |
| 2018        | The First                | Diane Hagerty      | Rol principal. 8 episodios                                                                 |
| 2019        | Bad Mothers              | Charlotte          | Episodio "Episode 1"                                                                       |
| 2019        | Star Trek: Discovery     | Vina               | Episodio "If Memory Serves"                                                                |
| 2020        | The Eddy                 | Allison Jenkins    | 2 episodios                                                                                |
| 2021        | The Mosquito Coast       | Margot             | Rol principal                                                                              |

### Película
| Año  | Título                    | Personaje               | Notas                                                                                     |
| ---- | ------------------------- | ----------------------- | ----------------------------------------------------------------------------------------- |
| 1997 | Fable                     | Rex Fable               | junto a Simon Westaway, Richard Piper, Marta Dusseldorp, Peter Hardy & Chris Haywood      |
| 1998 | Dark City                 | May                     | junto a Rufus Sewell, Kiefer Sutherland, Jennifer Connelly, Bruce Spence & Colin Friels   |
| 1998 | Hollyweird                | Caril Ann               | junto a Bodhi Elfman, Fab Filippo, Ariel Llinas & Lawrence Novikoff                       |
| 1999 | El halcón inglés          | Jennifer "Jenny" Wilson | junto a Terence Stamp, Lesley Ann Warren, Luis Guzmán & Barry Newman                      |
| 2001 | New Port South            | Amanda                  | junto a Blake Shields, Will Estes, Gabriel Mann & Michael Shannon                         |
| 2001 | Mulholland Drive          | Camilla Rhodes          | junto a Naomi Watts, Laura Harring, Justin Theroux, Ann Miller & Robert Forster           |
| 2001 | Sugar & Spice             | Cleo Miller             | junto a Marla Sokoloff, Marley Shelton, Mena Suvari & Rachel Blanchard                    |
| 2002 | Lost in Oz                | Alex Wilder             | junto a Colin Egglesfield, Mia Sara, Sandra Allen & Lynn Whitfield                        |
| 2003 | L.A. Confidential         | Lynn Bracken            | junto a Kiefer Sutherland, Josh Hopkins, David Conrad, Pruitt Taylor Vince & Eric Roberts |
| 2003 | Down with Love            | Elkie                   | junto a Renée Zellweger, Ewan McGregor & Jeri Ryan                                        |
| 2005 | The Amityville Horror     | Kathy Lutz              | junto a Ryan Reynolds, Jesse James, Jimmy Bennett & Chloë Grace Moretz                    |
| 2006 | Turistas                  | Pru                     | junto a Josh Duhamel, Olivia Wilde, Desmond Askew, Beau Garrett & Max Brown               |
| 2007 | 30 Days of Night          | Stella Oleson           | junto a Josh Hartnett, Danny Huston, Ben Foster & Mark Rendall                            |
| 2007 | The Killing Gene          | Helen Westcott          | junto a Stellan Skarsgård, Ashley Walters, Tom Hardy & Selma Blair                        |
| 2007 | Music Within              | Christine               | junto a Ron Livingston, Clint Jung, John Livingston & Hector Elizondo                     |
| 2009 | U.S. Attorney             | Susan Shelle            | junto a Jason Clarke, Lennie James, Michael Gaston & Rachel Nichols                       |
| 2009 | Triangle                  | Jess                    | junto a Jack Taylor, Michael Dorman, Liam Hemsworth, Emma Lung & Rachael Carpani          |
| 2009 | Devil's Eye               | Melissa                 | corto - junto a Tom Byrer & John Hartman                                                  |
| 2009 | The Betrayed              | Jamie                   | junto a Oded Fehr, Christian Campbell & Alice Krige                                       |
| 2010 | Second Chances            | Kate Fischer            | junto a Ryan Scott Greene, Ellen Dubin & Quinn Lord                                       |
| 2011 | Swinging with the Finkels | Janet                   | junto a Martin Freeman, Mandy Moore & Jonathan Silverman                                  |
| 2011 | A Lonely Place to Die     | Alison                  | junto a Alec Newman, Ed Speleers & Sean Harris                                            |
| 2012 | Between Us                | Sharyl                  | junto a Julia Stiles, Taye Diggs & David Harbour                                          |
| 2013 | Felony                    | Julie Toohey            | junto a Jai Courtney, Joel Edgerton, Alex Haddad, Tom Wilkinson & Rob Flanagan            |
| 2017 | The Butterfly Tree        | Evelyn                  | junto a Ewen Leslie, Ed Oxenbould & Sophie Lowe.                                          |
| 2018 | Don't Go                  | Hazel                   | junto a Stephen Dorff, Simon Delaney & Aoibhinn McGinnity                                 |
| 2021 | Peaceful                  | Anna                    | junto a Benoit Magimel, Catherine Deneuve & Cécile de France                              |

### Videojuegos
| Año | Título           | Personaje | Notas                           |
| --- | ---------------- | --------- | ------------------------------- |
| -   | Edge of Twilight | Galina    | prestó su voz para el personaje |

## Premios y nominaciones
| Año  | Categoría | Premio                  | Serie/Película | Resultado |
| ---- | --- | ----------------------- | -------------- | --------- |
| 1994 | Most Popular New Talent                                                                                            | Logie Award             | Home and Away  | Ganó      |
| 1995 | Most Popular Actress                                                                                               | Silver Logie Award      | Home and Away  | Ganó      |
| 1995 | Notably Performance                                                                                                | Logie Award             | Home and Away  | Nominada  |
| 1996 | Notably Performance                                                                                                | Logie Award             | Home and Away  | Nominada  |
| 1996 | Most Popular Actress                                                                                               | Silver Logie Award      | Home and Away  | Nominada  |
| 2004 | Face of the Future                                                                                                 | Cinescape Genre Award   | Alias          | Ganó      |
| 2009 | Best Performance by an Actress in a Supporting Role in a Series, Mini-Series or Motion Picture Made for Television | Golden Globe Award      | In treatment   | Nominada  |
| 2009 | Best Actress | AFI International Award | In treatment   | Nominada  |
| 2011 | Best Actress | Chainsaw Award          | Triangle       | Nominada  |
| 2012 | Most Outstanding Actress                                                                                           | Silver Logie Award      | The Slap       | Ganó      |
| 2012 | Outstanding Actress in a Drama Series                                                                              | Golden Nymph Award      | The Slap       | Nominada  |